# Campeonato do Mundo de Hóquei em Patins Masculino de 2015
O Campeonato do Mundo de Hóquei em Patins de 2015 ou Campeonato do Mundo FIRS de 2015 foi a 42ª edição desta prova. O campeonato decorrereu entre 20 e 27 de Junho de 2015.

## Sede
La Roche Sur Yon, a cidade Francesa será a cidade-sede desta prova.

## Qualificação
Os países que irão disputar o Campeonato do Mundo são as primeiras treze equipas posicionadas no último Campeonato do Mundo, e os três primeiros classificados no último Campeonato do Mundo B.
| Grupo A | Grupo A            |
| ------- | ------------------ |
|         | Espanha (1º 2013)  |
|         | França (8º 2013)   |
|         | Angola (9º 2013)   |
|         | Holanda (3ºB 2014) |

| Grupo B | Grupo B               |
| ------- | --------------------- |
|         | Argentina (2º 2013)   |
|         | Moçambique (7º 2013)  |
|         | Suíça (10º 2013)      |
|         | Inglaterra (2ºB 2014) |

| Grupo C | Grupo C             |
| ------- | ------------------- |
|         | Portugal (3º 2013)  |
|         | Brasil (6º 2013)    |
|         | Alemanha (11º 2013) |
|         | Áustria (1ºB 2014)  |

| Grupo D | Grupo D                  |
| ------- | ------------------------ |
|         | Chile (4º 2013)          |
|         | Itália (5º 2013)         |
|         | África do Sul (12º 2013) |
|         | Colômbia (13º 2013)      |

## Fase de Grupos

### Grupo A
| Seleções | Pts | J | V | E | D | GM | GS | DG  |
| -------- | --- | - | - | - | - | -- | -- | --- |
| Espanha  | 9   | 3 | 3 | 0 | 0 | 18 | 1  | 17  |
| França   | 6   | 3 | 2 | 0 | 1 | 11 | 7  | 4   |
| Angola   | 3   | 3 | 1 | 0 | 2 | 9  | 6  | 3   |
| Holanda  | 0   | 3 | 0 | 0 | 3 | 2  | 19 | -17 |

| 21 Junho 2015 | Angola | 7 - 2 | Holanda                                        | Pav. La Roche Sur Yon                                     |
| 16:10         | 1-1 João Pinto "Mustang", 2-1 Martín Payero, 3-1 Martín Payero, 4-2 André Centeno, 5-2 Martín Payero, 6-2 Márcio Fernandes, 7-2 João Pinto "Mustang" |       | 0-1 Eric Vives Boersma, 3-2 Eric Vives Boersma | Árbitro: German Sandoval (Espanha) e Isaac Sanz (Espanha) |

| 21 Junho 2015 | França                 | 1 - 6 | Espanha                                                                                      | Pav. La Roche Sur Yon                                            |
| 21:30         | 1-4 Carlo Di Benedetto |       | 0-1 Marc Gual, 0-2 Marc Gual, 0-3 Marc Gual, 0-4 Josep Lamas, 1-5 Josep Lamas, 1-6 Marc Gual | Árbitro: Joaquim Pinto (Portugal) e Alessandro Da Prato (Itália) |

| 22 Junho 2015 | Espanha                                                           | 1-1 (2-0 g.p.) | Angola                 | Pav. La Roche Sur Yon                                           |
| 17:40         | 1-0 Pedro Gil, 2-1 Antonio "Toni" Perez(gp), 3-1 Eduard Lamas(gp) |                | 1-1 João Vieira "JoHe" | Árbitro: Xavier Bleuzen (França) e Alessandro Da Prato (Itália) |

| 22 Junho 2015 | Holanda | 0-7 | França | Pav. La Roche Sur Yon                                       |
| 21:00         |         |     |        | Árbitro: Jose Risso (Argentina) e Thomas Ullrich (Alemanha) |

| 23 Junho 2015 | Espanha | 12 - 0 | Holanda | Pav. La Roche Sur Yon                                          |
| 10:10         | 1-0 Marc Gual, 2-0 Jordi Adroher, 3-0 Jordi Adroher, 4-0 Josep Lamas, 5-0 Eduard Lamas, 6-0 Pedro Gil, 7-0 Jordi Adroher, 8-0 Jordi Adroher, 9-0 Pedro Gil, 10-0 Pedro Gil, 11-0 Jordi Adroher, 12-0 Antoni "Ton" Baliu |        |         | Árbitro: Matteo Galoppi (Itália) e Fernando Madureira (Brasil) |

| 23 Junho 2015 | França                                                       | 3 - 1 | Angola                   | Pav. La Roche Sur Yon                                       |
| 21:00         | 1-1 Florent David, 2-1 Anthony Weber, 3-1 Carlo Di Benedetto |       | 0-1 João Pinto "Mustang" | Árbitro: Matteo Galoppi (Itália) e Joaquim Pinto (Portugal) |

### Grupo B
| Seleções   | Pts | J | V | E | D | GM | GS | DG  |
| ---------- | --- | - | - | - | - | -- | -- | --- |
| Argentina  | 9   | 3 | 3 | 0 | 0 | 20 | 6  | 14  |
| Moçambique | 6   | 3 | 2 | 0 | 1 | 13 | 9  | 4   |
| Suíça      | 3   | 3 | 1 | 0 | 2 | 8  | 11 | -3  |
| Inglaterra | 0   | 3 | 0 | 0 | 3 | 5  | 20 | -15 |

| 21 Junho 2015 | Moçambique | 6 - 3 | Inglaterra                                           | Pav. La Roche Sur Yon                                        |
| 14:30         | 1-0 Mário "Marinho" Rodrigues, 2-0 Nuno Araújo, 3-2 Nuno Araújo, 4-2 Mário "Marinho" Rodrigues, 5-2 Carlos "Fred" Saraiva, 6-2 Nuno Araújo |       | 2-1 Alex Mount, 2-2 Marc Waddingham, 6-3 Nick Johson | Árbitro: Thomas Ullrich (Alemanha) e Patrícia Costa (Angola) |

| 21 Junho 2015 | Suíça | 1 - 7 | Argentina | Pav. La Roche Sur Yon                                    |
| 17:50         |       |       |           | Árbitro: Arnaud Esoli (França) e Xavier Bleuzen (França) |

| 22 Junho 2015 | Inglaterra | 1-8 | Argentina | Pav. La Roche Sur Yon                                       |
| 16:00         |            |     |           | Árbitro: Patrícia Costa (Angola) e Xavier Jacquart (França) |

| 22 Junho 2015 | Suíça            | 1-3 | Moçambique                                                      | Pav. La Roche Sur Yon                                    |
| 19:20         | 1-0 Gaël Jimenez |     | 1-1 Mário "Marinho" Rodrigues, 1-2 Nuno Araújo, 1-3 Nuno Araújo | Árbitro: Isaac Sanz (Espanha) e Joaquim Pinto (Portugal) |

| 23 Junho 2015 | Suíça | 6 - 1 | Inglaterra | Pav. La Roche Sur Yon |
| 08:30         |       |       |            |                       |

| 23 Junho 2015 | Argentina                                                                                        | 5 - 4 | Moçambique                                                                                | Pav. La Roche Sur Yon                                    |
| 11:50         | 1-2 Carlos Nicolia, 2-2 Carlos Nicolia, 3-2 Carlos Nicolia, 4-2 Lucas Ordoñez, 5-4 Lucas Ordoñez |       | 0-1 Ivan Esculudes, 0-2 Carlos "Fred" Saraiva, 4-3 Carlos "Fred" Saraiva, 4-4 Nuno Araujo | Árbitro: Isaac Sanz (Espanha) e Oscar Cardona (Colômbia) |

### Grupo C
| Seleções | Pts | J | V | E | D | GM | GS | DG  |
| -------- | --- | - | - | - | - | -- | -- | --- |
| Portugal | 9   | 3 | 3 | 0 | 0 | 26 | 4  | 22  |
| Alemanha | 6   | 3 | 2 | 0 | 1 | 15 | 10 | 5   |
| Áustria  | 3   | 3 | 1 | 0 | 2 | 5  | 22 | -19 |
| Brasil   | 0   | 3 | 0 | 0 | 3 | 6  | 17 | -11 |

| 21 Junho 2015 | Brasil                              | 2 - 3 | Áustria                                           | Pav. La Roche Sur Yon                                       |
| 08:30         | 1-0 Bruno Matos, 2-1 Alan Fernandes |       | 1-1 David Huber, 2-2 David Huber, 2-3 David Huber | Árbitro: Oscar Cardona (Colômbia) e Roland Eggimann (Suiça) |

| 21 Junho 2015 | Portugal                                                                                           | 5 - 2 | Alemanha                           | Pav. La Roche Sur Yon                                   |
| 18:30         | 1-0 João Rodrigues, 2-0 Gonçalo Alves, 3-2 José "Rafa" Costa, 4-2 Diogo Rafael, 5-2 João Rodrigues |       | 2-1 Yannick Peinke, 2-2 Liam Hages | Árbitro: Isaac Sanz (Espanha) e Matteo Galoppi (Itália) |

| 22 Junho 2015 | Alemanha | 6 - 2 | Brasil                             | Pav. La Roche Sur Yon                                           |
| 16:00         | 1-0 Kai Milewski, 2-1 Lucas Karschau, 3-2 Kai Milewski, 4-2 Sérgio Pereira, 5-2 Kai Milewski, 6-2 Yannick Peinke |       | 1-1 Diego Dias, 2-2 Alan Fernandes | Árbitro: Matteo Galoppi (Itália) e Alessandro De Prato (Itália) |

| 22 Junho 2015 | Áustria | 0 - 13 | Portugal | Pav. La Roche Sur Yon                                        |
| 19:20         |         |        | 0-1 Gonçalo Alves, 0-2 Hélder Nunes, 0-3 Gonçalo Alves, 0-4 Jorge Silva, 0-5 João Rodrigues, 0-6 Valter Neves, 0-7 João Rodrigues, 0-8 João Rodrigues, 0-9 João Rodrigues, 0-10 Jorge Silva, 0-11 Helder Nunes, 0-12 Helder Nunes, 0-13 José "Rafa" Costa | Árbitro: Oscar Cardona (Colômbia) e Xavier Jacquart (França) |

| 23 Junho 2015 | Alemanha | 7 - 2 | Áustria                               | Pav. La Roche Sur Yon                                      |
| 13:00         | 1-0 Sergio Pereira, 2-0 Liam Hages, 3-0 Lucas Karschau, 4-1 Kai Milewiski, 5-2 Kai Milewiski, 6-2 Kai Milewiski, 7-2 Lucas Karschau |       | 3-1 Manuel Parfant, 4-2 Roche Brunner | Árbitro: Xavier Bleuzen (França) e Patrícia Costa (Angola) |

| 23 Junho 2015 | Portugal | 8 - 2 | Brasil                                | Pav. La Roche Sur Yon                                           |
| 17:40         | 1-0 Diogo Rafael, 2-0 João Rodrigues, 3-0 José "Rafa" Costa, 4-1 José "Rafa" Costa, 5-1 José "Rafa" Costa, 6-2 Jorge Silva, 7-2 Gonçalo Alves, 8-2 Jorge Silva |       | 3-1 Alan Fernandes, 5-2 Mateus Garcia | Árbitro: Alessandro Da Prato (Itália) e Roland Eggimann (Suiça) |

### Grupo D
| Seleções      | Pts | J | V | E | D | GM | GS | DG  |
| ------------- | --- | - | - | - | - | -- | -- | --- |
| Itália        | 9   | 3 | 3 | 0 | 0 | 24 | 7  | 17  |
| Chile         | 6   | 3 | 2 | 0 | 1 | 22 | 8  | 14  |
| Colômbia      | 3   | 3 | 1 | 0 | 2 | 8  | 10 | -2  |
| África do Sul | 0   | 3 | 0 | 0 | 3 | 3  | 34 | -31 |

| 21 Junho 2015 | Chile | 14 - 1 | África do Sul | Pav. La Roche Sur Yon                                         |
| 10:10         |       |        |               | Árbitro: Jose Risso (Argentina) e Fernando Madureira (Brasil) |

| 21 Junho 2015 | Itália | 3 - 2 | Colômbia | Pav. La Roche Sur Yon                                      |
| 13:30         |        |       |          | Árbitro: German Sandoval (Espanha) e Arnaud Esoli (França) |

| 22 Junho 2015 | África do Sul | 1 - 16 | Itália | Pav. La Roche Sur Yon                                           |
| 17:40         |               |        |        | Árbitro: Fernando Madureira (Brasil) e Rolland Eggimann (Suiça) |

| 22 Junho 2015 | Colômbia | 2 - 4 | Chile | Pav. La Roche Sur Yon                                      |
| 21:00         |          |       |       | Árbitro: German Sandoval (Espanha) e Arnaud Esoli (França) |

| 23 Junho 2015 | África do Sul | 1 - 4 | Colômbia | Pav. La Roche Sur Yon                                        |
| 16:00         |               |       |          | Árbitro: Fernando Madureira (Brasil) e Arnaud Esoli (França) |

| 23 Junho 2015 | Chile                                                                                     | 4 - 5 | Itália | Pav. La Roche Sur Yon                                       |
| 19:20         | 1-4 Bastian Osório, 2-4 Bastian Osório, 3-4 Nicolas Carmona, 4-4 Nicolas "Nico" Fernandez |       | 0-1 Massimo Tataranni, 0-2 Massimo Tataranni, 0-3 Massimo Tatarann, 0-4 Federico Ambrosio, 4-5 Federico Ambrosio | Árbitro: German Sandoval (Espanha) e Jose Risso (Argentina) |

## Fase Final

### Apuramento Campeão
|  | Quartas de final | Quartas de final |             |          | Semifinais     | Semifinais     |  |  | Final       | Final |
|  |                  |                  |             |          |                |                |  |  |             |       |
|  | 25 de Junho      |                  |             |          |                |                |  |  |             |       |
|  |                  |                  |             |          |                |                |  |  |             |       |
|  | Espanha          | 9                |             |          |                |                |  |  |             |       |
|  | Espanha          | 9                | 26 de Junho |          |                |                |  |  |             |       |
|  | Moçambique       | 0                |             |          |                |                |  |  |             |       |
|  | Moçambique       | 0                | Espanha     | 6        |                |                |  |  |             |       |
|  | 25 de Junho      |                  | Espanha     | 6        |                |                |  |  |             |       |
|  |                  | Alemanha         | 2           |          |                |                |  |  |             |       |
|  | Itália           | Alemanha         | 2           | 6        |                |                |  |  |             |       |
|  | Itália           |                  | 27 de Junho | 6        |                |                |  |  |             |       |
|  | Alemanha         | 7                |             |          |                |                |  |  |             |       |
|  | Alemanha         | 7                | Espanha     | 1        |                |                |  |  |             |       |
|  | 25 de Junho      |                  | Espanha     | 1        |                |                |  |  |             |       |
|  |                  | Argentina        | 6           |          |                |                |  |  |             |       |
|  | Argentina        | Argentina        | 6           | 5        |                |                |  |  |             |       |
|  | Argentina        | 26 de Junho      |             | 5        |                |                |  |  |             |       |
|  | França           | 0                |             |          |                |                |  |  |             |       |
|  | França           | 0                | Argentina   | 5        | Terceiro lugar | Terceiro lugar |  |  |             |       |
|  | 25 de Junho      |                  | Argentina   | 5        | Terceiro lugar | Terceiro lugar |  |  |             |       |
|  |                  | Portugal         | 2           |          |                |                |  |  |             |       |
|  | Portugal         | Portugal         | 2           | 6        | Alemanha       | 3              |  |  |             |       |
|  | Portugal         |                  |             | 6        | Alemanha       | 3              |  |  |             |       |
|  | Chile            | 0                |             | Portugal | 7              |                |  |  |             |       |
|  | Chile            | 0                |             |          | 7              |                |  |  |             |       |
|  |                  |                  |             |          |                |                |  |  | 27 de Junho |       |
|  |                  |                  |             |          |                |                |  |  |             |       |

#### Quartos de Final
| 25 junho 2015 | Espanha | 9 - 0 | Moçambique | Pav. La Roche Sur Yon                                      |
| 15:00         | 1-0 Pedro Gil, 2-0 Josep Lamas, 3-0 Jordi Adroher, 4-0 Pedro Gil, 5-0 Pedro Gil, 6-0 Josep Lamas, 7-0 Josep Lamas, 8-0 Pedro Gil, 9-0 Pedro Gil |       |            | Árbitro: Arnaud Esoli (França) e Thomas Ullrich (Alemanha) |

| 25 junho 2015 | Argentina                                                                                        | 5 - 0 | França | Pav. La Roche Sur Yon                                             |
| 16:40         | 1-0 Matias Platero, 2-0 Carlos Nicolia, 3-0 Carlos Nicolia, 4-0 Lucas Ordoñez, 5-0 Lucas Ordoñez |       |        | Árbitro: German Sandoval (Espanha) e Alessandro Da Prato (Itália) |

| 25 junho 2015 | Portugal | 6 - 0 | Chile | Pav. La Roche Sur Yon                                      |
| 18:20         | 1-0 Gonçalo Alves, 2-0 Gonçalo Alves, 3-0 Gonçalo Alves, 4-0 João Rodrigues, 5-0 Gonçalo Alves, 6-0 José "Rafa" Costa |       |       | Árbitro: Xavier Bleuzen (França) e Matteo Galoppi (Itália) |

| 25 junho 2015 | Itália | 6 - 7 | Alemanha | Pav. La Roche Sur Yon                                       |
| 20:00         | 1-1 Massimo Tataranni, 2-2 Alessandro Verona, 3-3 Federico Ambrosio, 4-4 Massimo Tataranni, 5-7 Massimo Tataranni, 6-7 Domenico Illuzzi |       | 0-1 Sérgio Pereira, 1-2 Lucas Karschau, 2-3 Lucas Karschau, 3-4 Lucas Karschau, 4-5 Sérgio Pereira, 4-6 Sérgio Pereira, 4-7 Yannick Peinke | Árbitro: Roland Eggimann (Suiça) e Joaquim Pinto (Portugal) |

#### Meias Finais
| 26 junho 2015 | Espanha | 6 - 2 | Alemanha                           | Pav. La Roche Sur Yon                                       |
| 18:30         | 1-1 Jordi Bargalló, 2-1 Jordi Bargalló, 3-2 Josep Lamas, 4-2 Jordi Bargalló, 5-2 Eduard Lamas, 6-2 Marc Gual |       | 0-1 Liam Hages, 2-2 Sérgio Pereira | Árbitro: Xavier Breuzen (França) e Joaquim Pinto (Portugal) |

| 26 junho 2015 | Argentina | 5 - 2 | Portugal                           | Pav. La Roche Sur Yon                                         |
| 20:15         | 1-0 Reinaldo "Nalo" Garcia, 2-2 Carlos "Carlitos" Lopez, 3-2 Carlos Nicolia, 4-2 Reinaldo "Nalo" Garcia, 5-2 Carlos Nicolia |       | 1-1 Hélder Nunes, 1-2 Hélder Nunes | Árbitro: Alessandro Da Prato (Itália) e Arnaud Esoli (França) |

#### 3º e 4º Lugar
| 27 Junho 2015 | Alemanha                                                   | 3 - 7 | Portugal | Pav. La Roche Sur Yon                                           |
| 18:30         | 1-4 Lucas Karschau, 2-4 Lucas Karschau, 3-4 Yannick Peinke |       | 0-1 Jorge Silva, 0-2 José "Rafa" Costa, 0-3 Helder Nunes, 0-4 Gonçalo Alves, 3-5 João Rodrigues, 3-6 José "Rafa Costa, 3-7 Valter Neves | Árbitro: Alessandro Da Prato (Itália) e Xavier Breuzen (França) |

#### Final
| 27 Junho 2015 | Espanha            | 1 - 6 | Argentina                                                                                                   | Pav. La Roche Sur Yon                                           |
| 20:30         | 1-0 Jordi Bargalló |       | 1-1 Lucas Ordoñez, 1-2 David Paez, 1-3 David Paez, 1-4 Lucas Ordoñez, 1-5 Carlos Nicolia, 1-6 Lucas Ordoñez | Árbitro: Joaquim Pinto (Portugal) e Fernando Madureira (Brasil) |

| Campeões Mundais 2015 |
| --------------------- |
| Argentina 5º Titulo   |

### 5º–8º Lugar
|  | Semifinais  | Semifinais  |   |             | 5º lugar    | 5º lugar |  |
|  |             |             |   |             |             |          |  |
|  | 26 de Junho |             |   |             |             |          |  |
|  | Moçambique  | 2           |   |             |             |          |  |
|  | Itália      | 5           |   |             |             |          |  |
|  |             |             |   |             |             |          |  |
|  |             |             |   |             | 27 de Junho |          |  |
|  |             |             |   |             | Itália      | 6        |  |
|  |             | França      | 3 |             |             |          |  |
|  |             |             |   |             |             |          |  |
|  |             |             |   |             |             |          |  |
|  |             |             |   |             | 7º lugar    |          |  |
|  | 26 de Junho | 26 de Junho |   | 27 de Junho | 27 de Junho |          |  |
|  | França      | 3           |   | Moçambique  | 8           |          |  |
|  | Chile       | 2           |   |             | Chile       | 5        |  |

#### 5º–8º Lugar
| 26 junho 2015 | Moçambique                                               | 2 - 5 | Itália                                                                                                | Pav. La Roche Sur Yon                                  |
| 15:00         | 1-0 Carlos "Fred" Saraiva, 2-0 Mário "Marinho" Rodrigues |       | 2-1 Federico Ambrosio, 2-2 Massimo Tataranni, 2-3 Marco Pagnini, 2-4 Davide Motaran, 2-5 Samuel Amato | Árbitro: Isaac Sanz (Espanha) e Jose Risso (Argentina) |

| 26 junho 2015 | França                                                                 | 3 - 2 | Chile                                    | Pav. La Roche Sur Yon                                        |
| 20:15         | 1-2 Carlo Di Benedetto, 2-2 Anthony Weber, 3-2 Rémi Herman Golo d´Ouro |       | 0-1 Nicolas Carmona, 0-2 Nicolas Carmona | Árbitro: Thomas Ullrich (Alemanha) e Matteo Galoppi (Itália) |

#### 7º e 8º Lugar
| 27 Junho 2015 | Moçambique | 8 - 5 | Chile | Pav. La Roche Sur Yon                                     |
| 14:30         | 1-0 Bruno Pinto "Serôdio", 2-1 Nuno Araújo, 3-2 Nuno Araújo, 4-2 Mário "Marinho" Rodrigues, 5-3 Mário "Marinho" Rodrigues, 6-4 Nuno Araújo, 7-4 Nuno Araújo, 8-4 Carlos "Fred" Saraiva |       |       | Árbitro: Thomas Ullrich (Alemanha) e Isaac Sanz (Espanha) |

#### 5º e 6º Lugar
| 27 Junho 2015 | Italia | 6 - 3 | França                                                | Pav. La Roche Sur Yon                                        |
| 16:30         | 0-1 Massimo Tarantini, 0-2 Domenico Illuzzi, 0-3 Federico Ambrosio, 4-1 Domenico Illuzzi, 2-5 Federico Ambrosio, 2-6 Massimo Tarantini |       | 1-3 Rémi Herman, 2-4 Florent David, 3-6 Florent David | Árbitro: German Sandoval (Espanha) e Roland Eggimann (Suiça) |

### 9º–16º lugar
|  | Quartas de final | Quartas de final |             |         | Eliminatória | Eliminatória |  |  | 9º lugar    | 9º lugar |
|  |                  |                  |             |         |              |              |  |  |             |          |
|  | 25 de Junho      |                  |             |         |              |              |  |  |             |          |
|  |                  |                  |             |         |              |              |  |  |             |          |
|  | Angola           | 12               |             |         |              |              |  |  |             |          |
|  | Angola           | 12               | 26 de Junho |         |              |              |  |  |             |          |
|  | Inglaterra       | 0                |             |         |              |              |  |  |             |          |
|  | Inglaterra       | 0                | Angola      | 3       |              |              |  |  |             |          |
|  | 25 de Junho      |                  | Angola      | 3       |              |              |  |  |             |          |
|  |                  | Brasil           | 2           |         |              |              |  |  |             |          |
|  | Colômbia         | Brasil           | 2           | 1       |              |              |  |  |             |          |
|  | Colômbia         |                  | 27 de Junho | 1       |              |              |  |  |             |          |
|  | Brasil           | 3                |             |         |              |              |  |  |             |          |
|  | Brasil           | 3                | Angola      | 4       |              |              |  |  |             |          |
|  | 25 de Junho      |                  | Angola      | 4       |              |              |  |  |             |          |
|  |                  | Suíça            | 3           |         |              |              |  |  |             |          |
|  | Suíça            | Suíça            | 3           | 6       |              |              |  |  |             |          |
|  | Suíça            | 26 de Junho      |             | 6       |              |              |  |  |             |          |
|  | Holanda          | 5                |             |         |              |              |  |  |             |          |
|  | Holanda          | 5                | Suíça       | 5       | 11º lugar    | 11º lugar    |  |  |             |          |
|  | 25 de Junho      |                  | Suíça       | 5       | 11º lugar    | 11º lugar    |  |  |             |          |
|  |                  | Áustria          | 2           |         |              |              |  |  |             |          |
|  | Áustria          | Áustria          | 2           | 5       | Brasil       | 5            |  |  |             |          |
|  | Áustria          |                  |             | 5       | Brasil       | 5            |  |  |             |          |
|  | África do Sul    | 1                |             | Áustria | 3            |              |  |  |             |          |
|  | África do Sul    | 1                |             |         | 3            |              |  |  |             |          |
|  |                  |                  |             |         |              |              |  |  | 27 de Junho |          |
|  |                  |                  |             |         |              |              |  |  |             |          |

#### 9º–16º lugar
| 25 junho 2015 | Angola | 12 - 0 | Inglaterra | Pav. La Roche Sur Yon                                        |
| 7:30          | 1-0 André Centeno, 2-0 André Centeno, 3-0 Márcio Fernandes, 4-0 Martin Payero, 5-0 Martin Payero, 6-0 André Centeno, 7-0 Martin Payero, 8-0 André Centeno, 9-0 Humberto Mendes "Big", 10-0 João Vieira "JoHe", 11-0 João Vieira "JoHe", 12-0 Márcio Rodrigues |        |            | Árbitro: Fernando Madureira (Brasil) e Arnaud Esoli (França) |

| 25 junho 2015 | Suiça | 6 - 5 | Holanda | Pav. La Roche Sur Yon                                        |
| 09:10         |       |       |         | Árbitro: Isaac Sanz (Espanha) e Alessandro Da Prato (Itália) |

| 25 junho 2015 | Austria | 5 - 1 | África do Sul | Pav. La Roche Sur Yon                                        |
| 10:50         |         |       |               | Árbitro: Xavier Jacquart (França) e Oscar Cardona (Colômbia) |

| 25 junho 2015 | Colombia           | 1 - 3 | Brasil                                            | Pav. La Roche Sur Yon                                     |
| 12:30         | 1-0 Camilo Ramirez |       | 1-1 André Raposo , 1-2 Diego Dias, 1-3 Diego Dias | Árbitro: Jose Risso (Argentina) e Patrícia Costa (Angola) |

#### 9º - 12º Lugar
| 26 junho 2015 | Angola                                                  | 3-2 | Brasil                               | Pav. La Roche Sur Yon                                       |
| 10:30         | 1-0 Martin Payero, 2-0 André Centeno, 3-0 Martin Payero |     | 3-1 André Raposo, 3-2 Alan Fernandes | Árbitro: Roland Eggimann (Suiça) e Oscar Cardona (Colômbia) |

| 26 junho 2015 | Suiça | 5 - 2 | Áustria | Pav. La Roche Sur Yon                                            |
| 12:30         |       |       |         | Árbitro: Fernando Madureira (Brasil) e German Sandoval (Espanha) |

#### 11º e 12º Lugar
| 27 Junho 2015 | Brasil                                                                    | 5 - 3 | Áustria                                                | Pav. La Roche Sur Yon                                       |
| 10:50         | 1-1, 2-2 Alan Fernandes, 3-2 Bruno Matos, 4-3 Diego Dias, 5-3 Bruno Matos |       | 0-1 David Huber, 1-2 Jakob Stockinger, 3-3 David Huber | Árbitro: Xavier Jacquart (França) e Patrícia Costa (Angola) |

#### 9º e 10º Lugar
| 27 Junho 2015 | Angola                                                                        | 4 - 3 | Suíça                                                     | Pav. La Roche Sur Yon                                     |
| 12:30         | 1-0 Martin Payero, 2-2 Marcio Fernandes, 3-2 Martin Payero, 4-3 Martin Payero |       | 1-1 Andreas Münger, 1-2 Gaël Jimenez, 3-3 Pascal Kissling | Árbitro: Matteo Galoppi (Itália) e Jose Risso (Argentina) |

### 13º–16º lugar
|  | Semifinais    | Semifinais  |   |             | 13º lugar     | 13º lugar |  |
|  |               |             |   |             |               |           |  |
|  | 26 de Junho   |             |   |             |               |           |  |
|  | Inglaterra    | 1           |   |             |               |           |  |
|  | Colômbia      | 7           |   |             |               |           |  |
|  |               |             |   |             |               |           |  |
|  |               |             |   |             | 27 de Junho   |           |  |
|  |               |             |   |             | Colômbia      | 4         |  |
|  |               | Holanda     | 2 |             |               |           |  |
|  |               |             |   |             |               |           |  |
|  |               |             |   |             |               |           |  |
|  |               |             |   |             | 15º lugar     |           |  |
|  | 26 de Junho   | 26 de Junho |   | 27 de Junho | 27 de Junho   |           |  |
|  | Holanda       | 9           |   | Inglaterra  | 6             |           |  |
|  | África do Sul | 3           |   |             | África do Sul | 5         |  |